# انیسه احمد

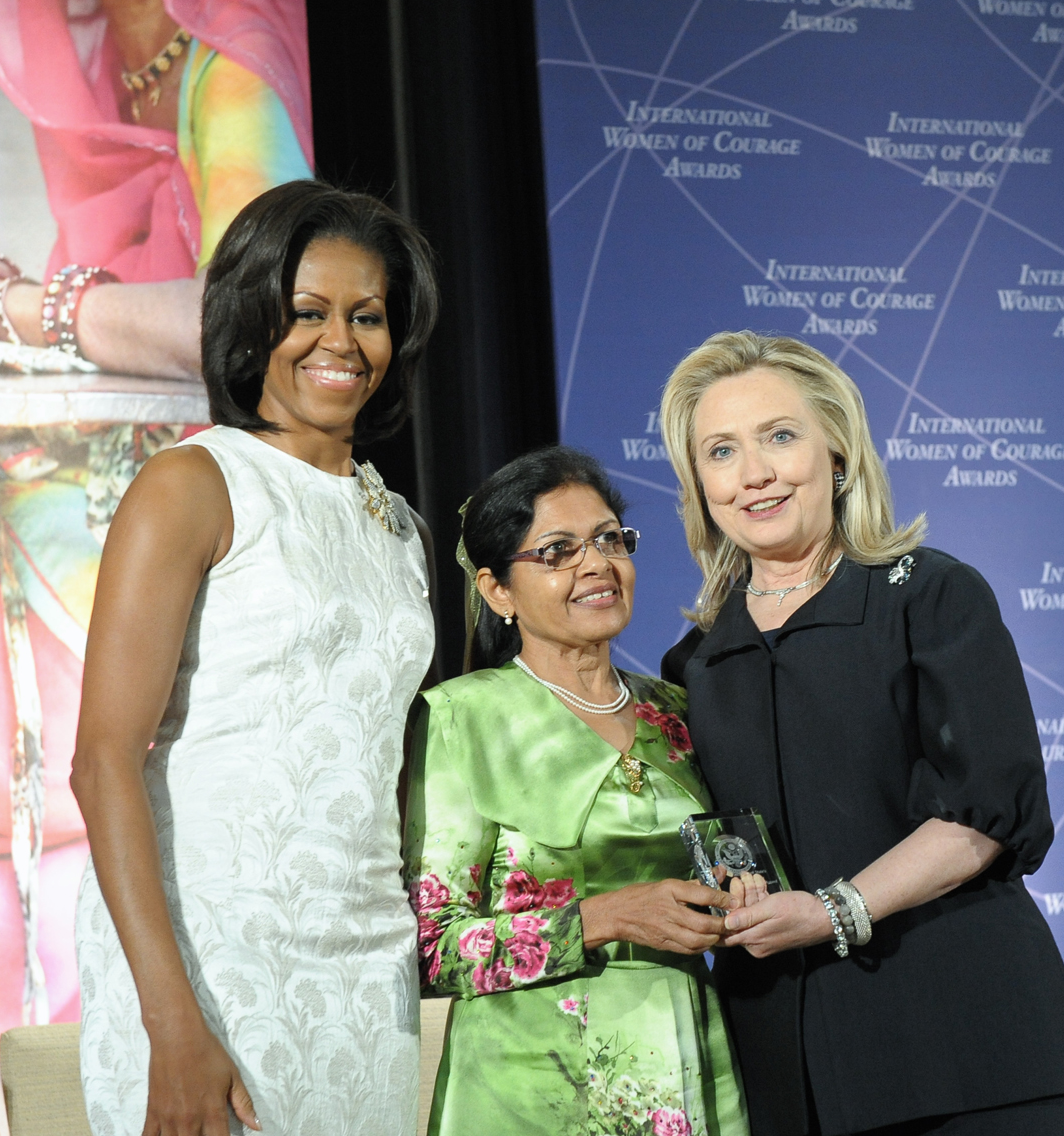
انیسه احمد در سال ۲۰۱۲ جایزه بین‌المللی زنان شجاع را از هیلاری کلینتون وزیر امور خارجه ایالات متحده و بانوی اول میشل اوباما دریافت کرد.

انیسه احمد (انگلیسی: Aneesa Ahmed؛ زادهٔ ۱ ژانویهٔ ۲۰۰۰) سیاستمدار اهل مالدیو است.
او به عنوان معاون وزیر امور زنان در مالدیو مشغول به کار شد، جایی که او موضوع خشونت خانگی را مطرح کرد، اگر چه این موضوع تابو بود. پس از خدمت در دولت، او سازمان غیردولتی «امید برای زنان» را تأسیس کرد.
وی همچنین برندهٔ جوایزی همچون جایزه بین‌المللی زنان شجاع در سال ۲۰۱۲ شده‌است.